# Прилуцкий, Иосиф Николаевич
Ио́сиф Никола́евич Прилу́цкий (2 октября 1851 — 14 января 1914) — генерал-майор Русской императорской армии, помощник начальника Тульского Императора Петра Великого оружейного завода по хозяйственной части (1910—1913).

## Биография
Иосиф Прилуцкий происхождением из потомственных дворян, родился 2 октября 1851 года в Черниговской губернии. После окончания в 1869 году 3-й Московской гимназии поступил в Московское пехотное юнкерское училище, которое окончил в 1871 году и был выпущен из него прапорщиком во 2-й гренадерский Ростовский принца Фридриха Нидерландского полк (несколько позднее этому полку будет присвоено имя Его Императорского Высочества Великого Князя Михаила Александровича).
В 1877—1878 годах в составе полка принимал участие в Русско-турецкой войне. За боевое отличие досрочно произведён в чин штабс-капитана с пожалованием ордена Святой Анны 3-й степени с мечами и бантом. По окончании войны перевёлся в артиллерию и находился в княжестве Болгарском исполняющим должность начальника отделения артиллерии и окружного оккупационного отряда.
В 1880 году он был назначен помощником начальника артиллерийской мастерской Одесского окружного артиллерийского склада. На этой должности пребывал до января 1885 года, когда был назначен начальником мастерской данного склада. В мае 1895 года был переведён на Луганский патронный завод начальником мастерской. С 1899 года — начальник мастерской Императорского Тульского оружейного завода.
В 1909 году И. Н. Прилуцкий был назначен председателем хозяйственного комитета завода — особого подразделения, осуществлявшего контроль расходования финансовых средств, заготовление, приём и отпуск инструментов и материалов, хранение готовых изделий до их отправки заказчику, наблюдение за состоянием различного имущества, не относящегося к технической части, а также осуществляющего другие мероприятия, изложенные в Положении о Тульском оружейном заводе от 30 мая 1870 года. С переименованием Высочайшим приказом в 1910 году должности председателя хозяйственного комитета в помощники начальника завода по хозяйственной части пробыл в этой должности до 1913 года. 24 февраля 1913 года был произведён в генерал-майоры и уволен от службы с мундиром и пенсией.
И. Н. Прилуцкий был женат первым браком на уроженке Полтавской губернии. В браке не было детей. И. Н. Прилуцкий скоропостижно скончался 14 января 1914 года, менее чем через год после выхода в отставку. Похоронен на Всехсвятском кладбище города Тулы.

## Производство в чинах
В службу вступил 14 мая 1869 года юнкером Московского пехотного юнкерского училища. За время службы произведён в чины:
- прапорщик, 23 ноября 1871 года,
- подпоручик, 2 сентября 1873 года[6],
- поручик, 11 июля 1876 года,
- штабс-капитан, 19 июля 1877 года,
- штабс-капитан артиллерии, 30 августа 1879 года,
- капитан, 21 декабря 1889 года,
- подполковник, 28 июля 1896 года,
- полковник, 6 декабря 1904 года[7],
- генерал-майор, 24 февраля 1913 года.

## Награды
За годы службы И. Н. Прилуцкий был удостоен следующих наград:
- досрочное присвоение чина штабс-капитана за боевое отличие (1877 год),
- орден Святой Анны 3-й степени с мечами и бантом за боевое отличие (1877 год),
- орден Святого Станислава 2-й степени (1894 год),
- орден Святого Владимира 4-й степени с бантом за 25 лет (1897 год)[8],
- орден Святой Анны 2-й степени (1902 год),
- орден Святого Владимира 3-й степени (1911 год),
- медаль «В память русско-турецкой войны 1877—1878»
- медаль «В память царствования императора Александра III»,
- медаль «В память 300-летия царствования дома Романовых».

Кроме перечисленных орденов и медалей Н. Н. Фёдорову были вручены нагрудные знаки:
- нагрудный знак «В память 50-летнего состояния великого князя Михаила Николаевича в должности генерал-фельдцейхмейстера»,
- В память 200-летнего юбилея основания Императорского Тульского оружейного завода императором Петром I Великим.